# Keningar
Keningar is een bestuurslaag in het regentschap Magelang van de provincie Midden-Java, Indonesië. Keningar telt 574 inwoners (volkstelling 2010).